# Rue de Versailles (Massy)
Pour les articles homonymes, voir Rue de Versailles et Rue de Versailles (Ville-d'Avray).
La rue de Versailles est une rue de Massy dans le quartier de Villaine.

## Situation et accès
La rue de Versailles est  la rue principale du quartier de Villaine  de Massy, anciennement hameau de l’ancien village.
Elle se situe dans le prolongement de la rue de Vilgénis et se termine au rond-point du Président-Allende

## Origine du nom

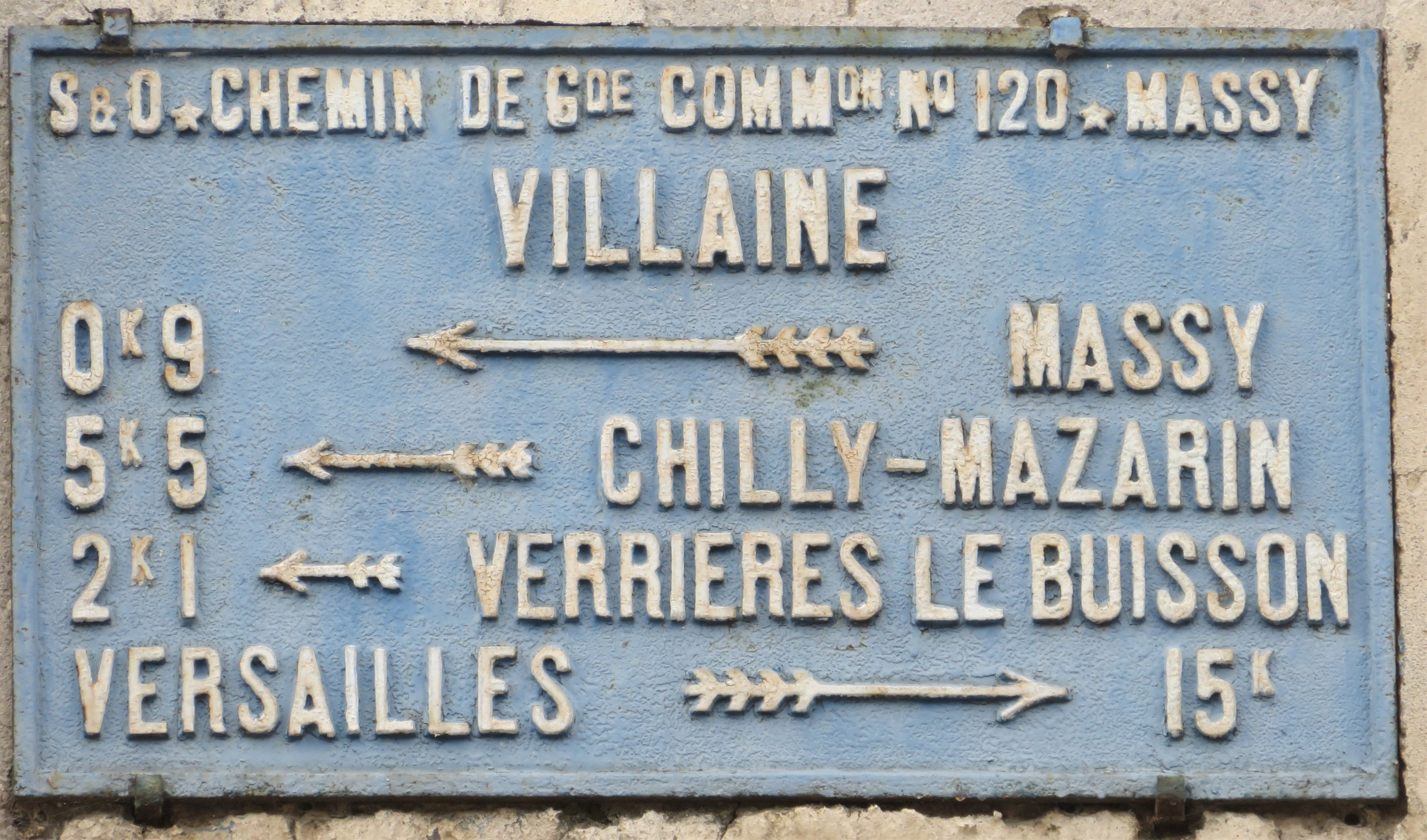
Plaque de cocher rue de Versailles à Villaine

La rue qui était simplement la rue principale et l'unique voie carrossable du hameau avec l’amorce de la rue de la Croix (actuelle rue Lucien Sergent), est nommée rue de  Versailles à la fin du XIXe siècle lors de la création du chemin de grande communication 120 de Chilly-Mazarin à Versailles par la vallée de la Bièvre.

## Historique
La rue de Versailles est l’une des plus anciennes de Massy avec la rue Gabriel Péri du Vieux Massy. Figurant sur les plus anciennes cartes du XVIIIe siècle, elle  date vraisemblablement du Moyen-Âge. C’était la rue principale du hameau de Villaine issu du partage du domaine de Jean 1er de Massy entre ses trois fils, le second Aymon recevant une fraction où il établit sa villa, villa Haymonis d’où le nom de Villaine, mentionné dans une charte d’affranchissement des habitants du bourg d’Antony accordée par l’abbé de Saint-Germain-des-Prés. Elle était reliée au village de Massy (le Vieux Massy) par une voie dont le tracé correspond approximativement avec celui de l’actuelle rue Victor-Basch et à celui de la rue de la Division-Leclerc Jusqu’au  XIXe siècle, elle était principalement bordée de fermes, les bâtiments ne s’étendant que sur la partie centrale de part et d’autre de la place du hameau, actuelle place Lucien Sergent.

## Description
La rue assez sinueuse à circulation modérée est bordée d’anciennes exploitations agricoles, dont il reste des portes charretières et d’anciennes cours intérieures de fermes pavées de grès entourées de bâtiments  devenus des maisons d’habitation. Des pavillons de meulière de la fin du XIXe siècle et début XXe siècle se sont ajoutées aux anciennes fermes, Les sentiers qui partent de la rue desservaient les vignes et vergers qui entouraient le hameau.

## Bâtiments remarquables et lieux de mémoire
- Ancienne propriété de Jacques Tenon actuellement maison à caractère social Louis Roussel des Apprentis d'Auteuil au numéro 66
- École primaire Louis Moreau ouverte en 1927 avec 4 classes à l'origine. La création de cette école était nécessitée par l’accroissement de la population de Massy et particulièrement par le développement de lotissements des Graviers-Vergers à proximité. L’école fut agrandie  à l’arrière à partir des années 1950[2].

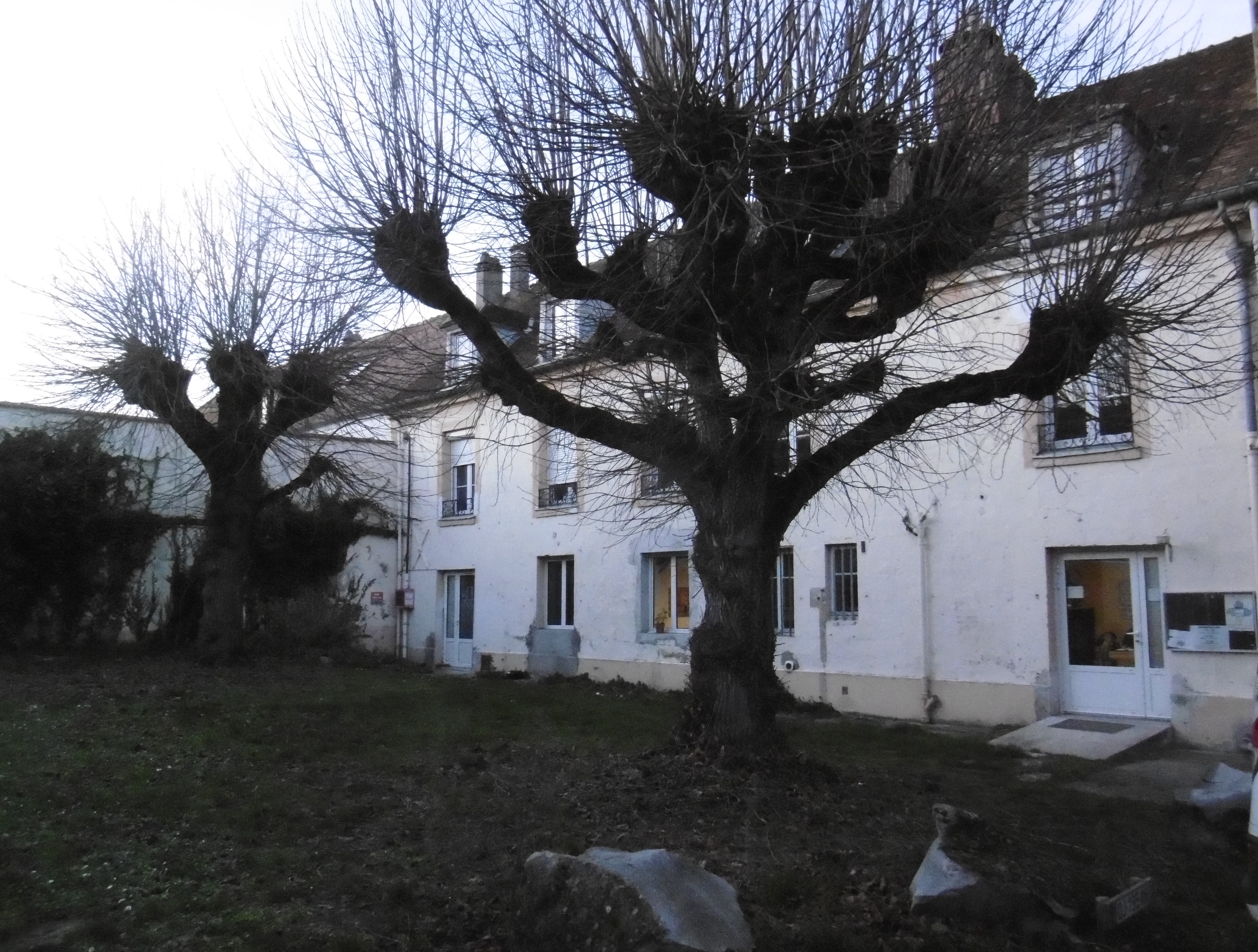
Ancienne maison de Tenon
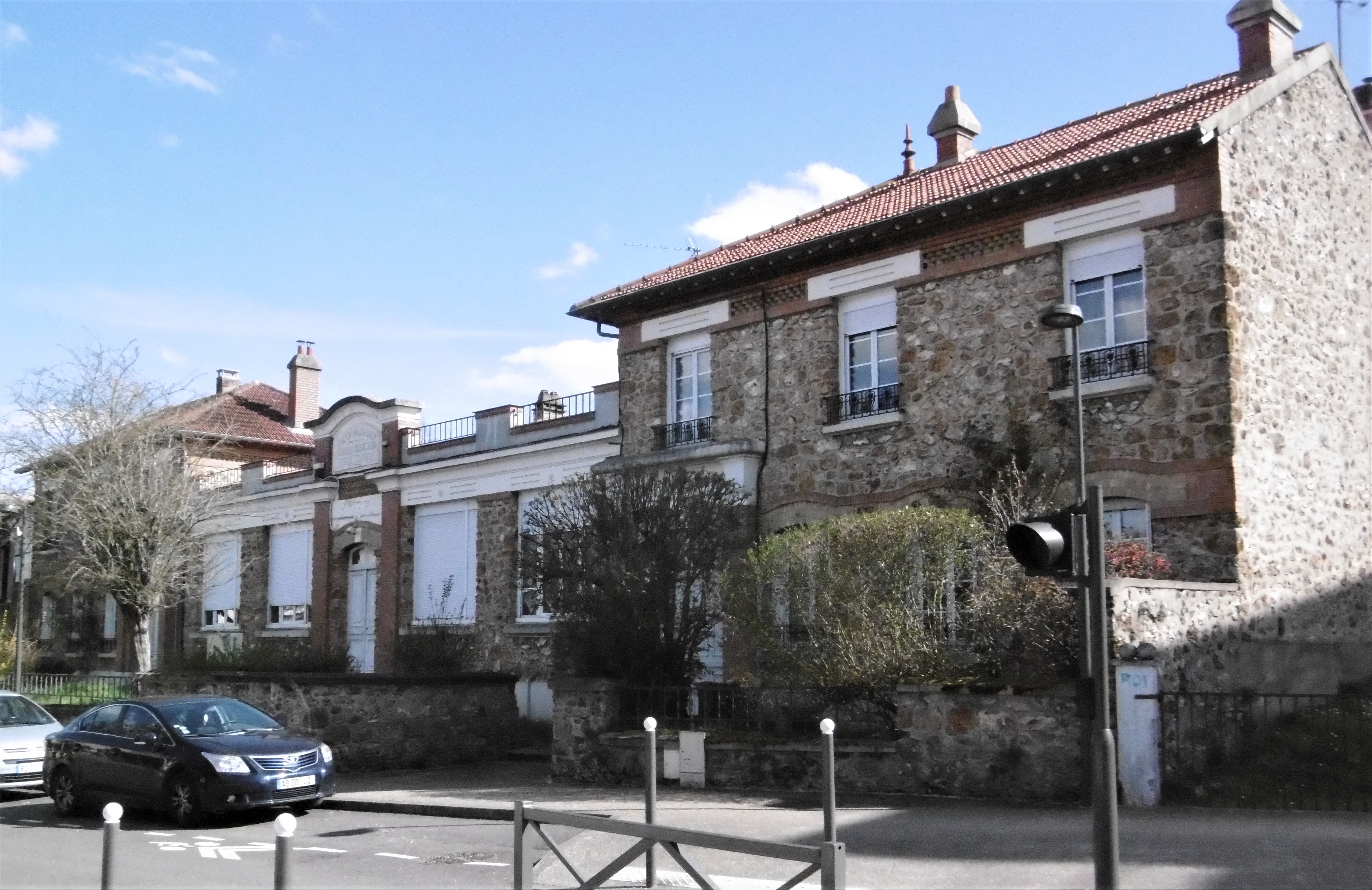
École Louis Moreau